# Mahdia (Guyana)
Mahdia es la comunidad capital de la región de Potaro-Siparuni de Guyana, reclamada por Venezuela. Está ubicado cerca del centro del país a una altitud de 415 metros (453,8 yd). El comercio se centra alrededor de las operaciones de explotación minera del oro y del diamante, la cual atrae inmigrantes especialmente provenientes de las islas del Mar Caribe, y los vecinos Venezuela y Brasil. 

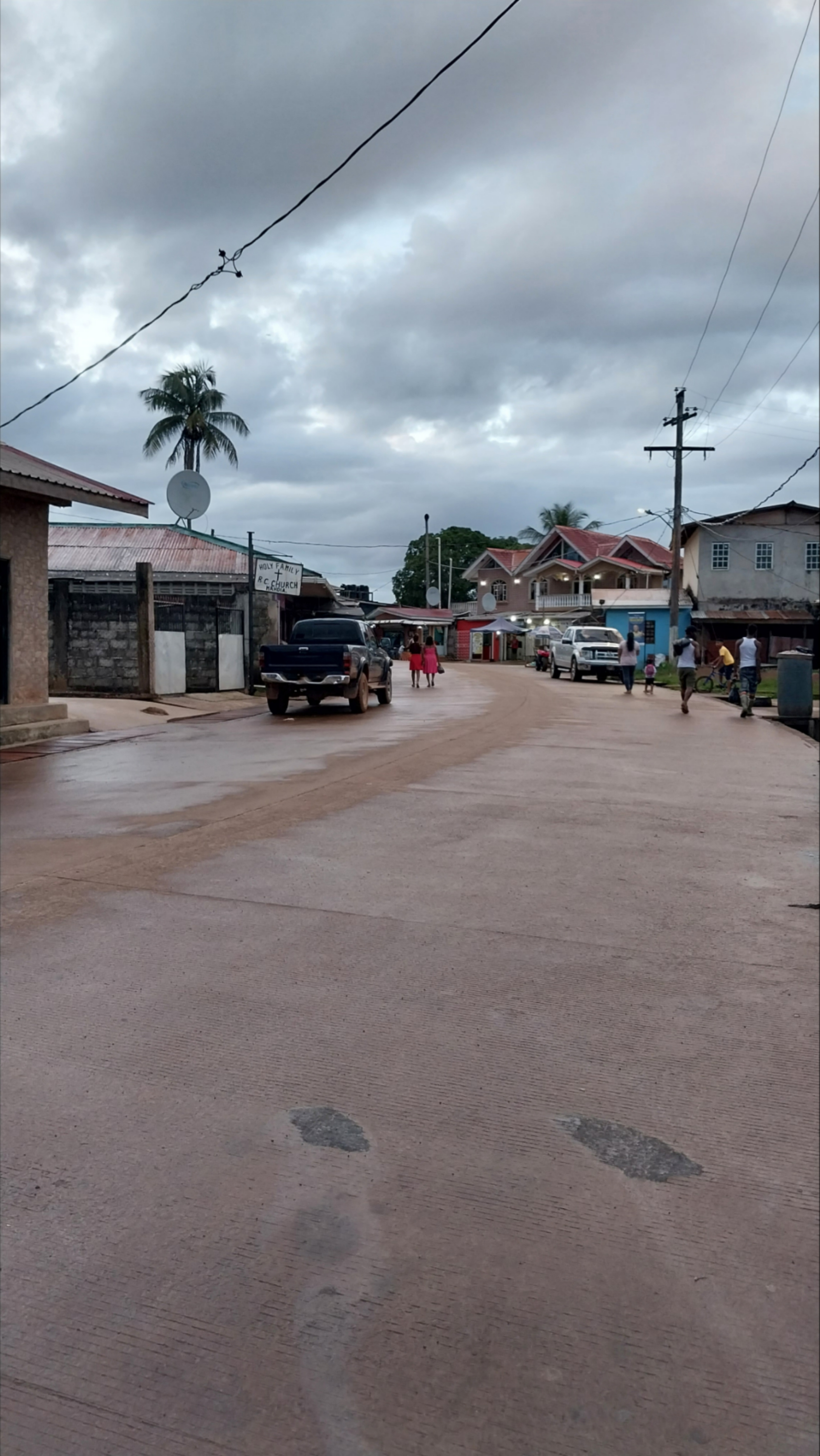
Vista de Mahdia

Mahdia es un centro administrativo regional. La comunidad tiene una comisaría de policía, y escuelas que proporcionan educación preescolar, primaria y secundaria, un hospital distrital, y además alberga la sede de la gobernación de la Región N°. 8 Potaro-Siparuni. Tiene un sector comercial que incluye tiendas de mercancías secas y víveres, boutiques, 4 estaciones de combustible, 5 hoteles, varios establecimientos de comida, 2 discotecas y un burdel. 
Mahdia es accesible por carretera desde Bartica, a través de la carretera Bartica-Potaro atravesando el Puente Colgante Denham y desde la capital, Georgetown,  en una travesía que incluye cruzar el río Esequibo en Chata (llamado localmente Pontún). Mahdia tiene una pista de aterrizaje (código MHA del aeropuerto) para los aeroplanos pequeños.

## Demografía
Según censo de población 2002 contaba con 1617 habitantes.

## Historia
Mahdia fue fundada en 1884 por los africanos tras su emancipación. La mayoría de ellos viajaron desde el condado de Berbice y la costa este de Demerara en busca de oro. La British Consolidated Mining Company amplió la exploración minera en Mahdia y estableció oficinas administrativas coloniales. Durante este período, a Mahdia sólo se podía acceder por vías fluviales.
La minería de oro atrajo a varios habitantes de Santa Lucía a Mahdia, trayendo consigo el idioma patois francés (kweol) y tradiciones culturales como la celebración de La Rose.
En noviembre de 1933 se construyó un puente sobre el arroyo Garraway, que unía Mahdia con Bartica por un sendero. Este puente suspendido por cables recibió el nombre de Puente colgante Denham, en honor al entonces gobernador colonial Sir Edward Denham. Todavía está en uso hoy en día y se ha convertido en un sitio turístico. En 2018, Mahdia recibió el estatus de ciudad.
En mayo de 2023, un incendio destruyó el dormitorio de una escuela secundaria local y mató al menos a 19 estudiantes.

## Clima
Mahdia tiene un clima de selva tropical (Af) con precipitaciones intensas o muy intensas durante todo el año.
| Parámetros climáticos promedio de Mahdia      | Parámetros climáticos promedio de Mahdia | Parámetros climáticos promedio de Mahdia | Parámetros climáticos promedio de Mahdia | Parámetros climáticos promedio de Mahdia | Parámetros climáticos promedio de Mahdia | Parámetros climáticos promedio de Mahdia | Parámetros climáticos promedio de Mahdia | Parámetros climáticos promedio de Mahdia | Parámetros climáticos promedio de Mahdia | Parámetros climáticos promedio de Mahdia | Parámetros climáticos promedio de Mahdia | Parámetros climáticos promedio de Mahdia | Parámetros climáticos promedio de Mahdia |
| Mes                                           | Ene.                                     | Feb.                                     | Mar.                                     | Abr.                                     | May.                                     | Jun.                                     | Jul.                                     | Ago.                                     | Sep.                                     | Oct.                                     | Nov.                                     | Dic.                                     | Anual                                    |
| --------------------------------------------- | ---------------------------------------- | ---------------------------------------- | ---------------------------------------- | ---------------------------------------- | ---------------------------------------- | ---------------------------------------- | ---------------------------------------- | ---------------------------------------- | ---------------------------------------- | ---------------------------------------- | ---------------------------------------- | ---------------------------------------- | ---------------------------------------- |
| Temp. máx. media (°C)                         | 29.6                                     | 29.7                                     | 30.1                                     | 30.7                                     | 30.8                                     | 30.5                                     | 30.5                                     | 31.1                                     | 31.6                                     | 31.6                                     | 31.0                                     | 30.2                                     | 30.6                                     |
| Temp. media (°C)                              | 25.5                                     | 25.6                                     | 26.0                                     | 26.5                                     | 26.9                                     | 26.5                                     | 26.4                                     | 27.0                                     | 27.3                                     | 27.3                                     | 26.8                                     | 26.1                                     | 26.5                                     |
| Temp. mín. media (°C)                         | 21.4                                     | 21.5                                     | 21.9                                     | 22.4                                     | 23.0                                     | 22.5                                     | 22.4                                     | 22.9                                     | 23.1                                     | 23.1                                     | 22.6                                     | 22.0                                     | 22.4                                     |
| Precipitación total (mm)                      | 269                                      | 185                                      | 185                                      | 232                                      | 364                                      | 418                                      | 326                                      | 263                                      | 114                                      | 93                                       | 140                                      | 237                                      | 2826                                     |
| Fuente: Climate-Data.org 13 de agosto de 2020 |                                          |                                          |                                          |                                          |                                          |                                          |                                          |                                          |                                          |                                          |                                          |                                          |                                          |

## Galería

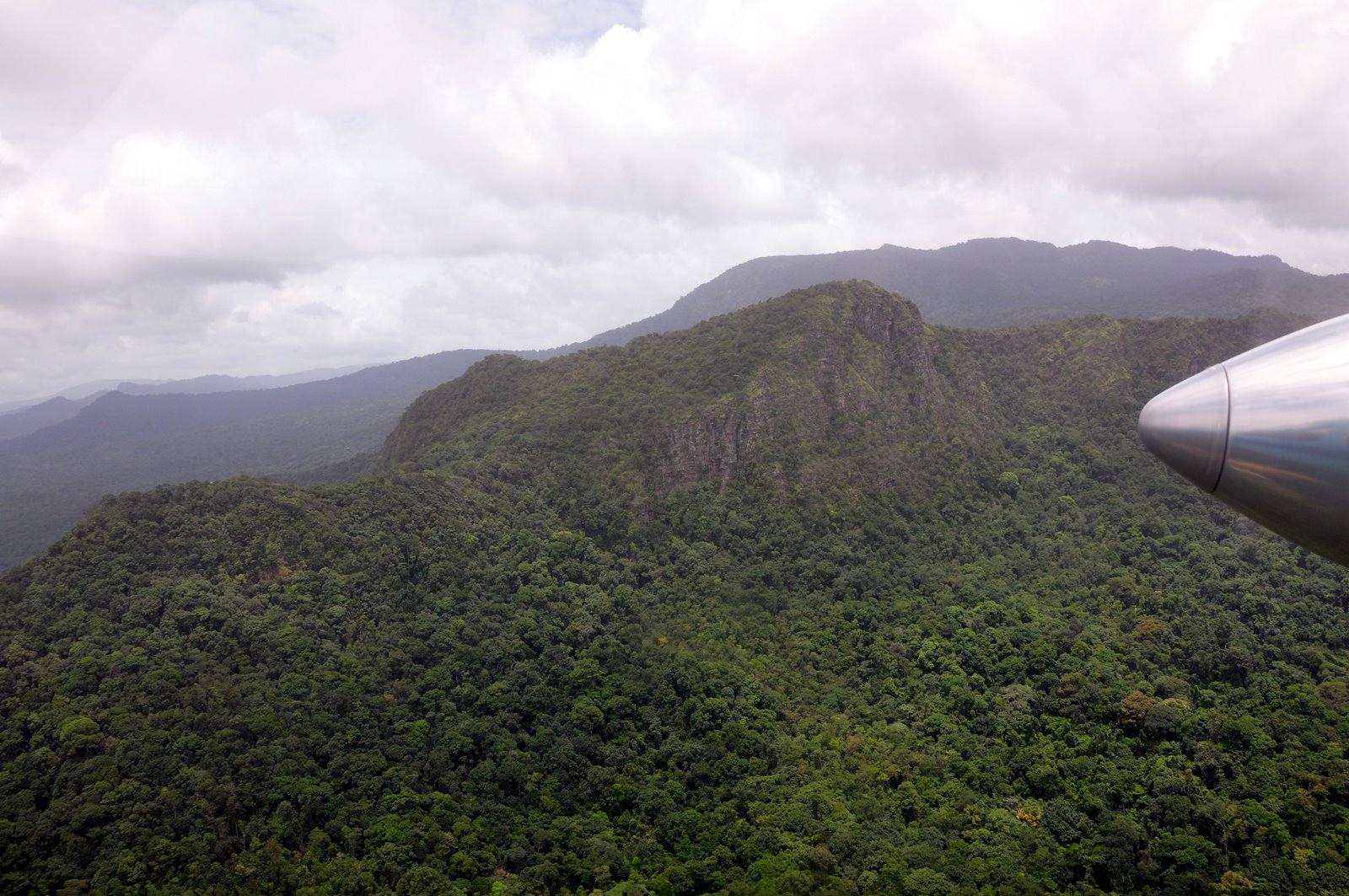
algunos picos cerca de Mahdia
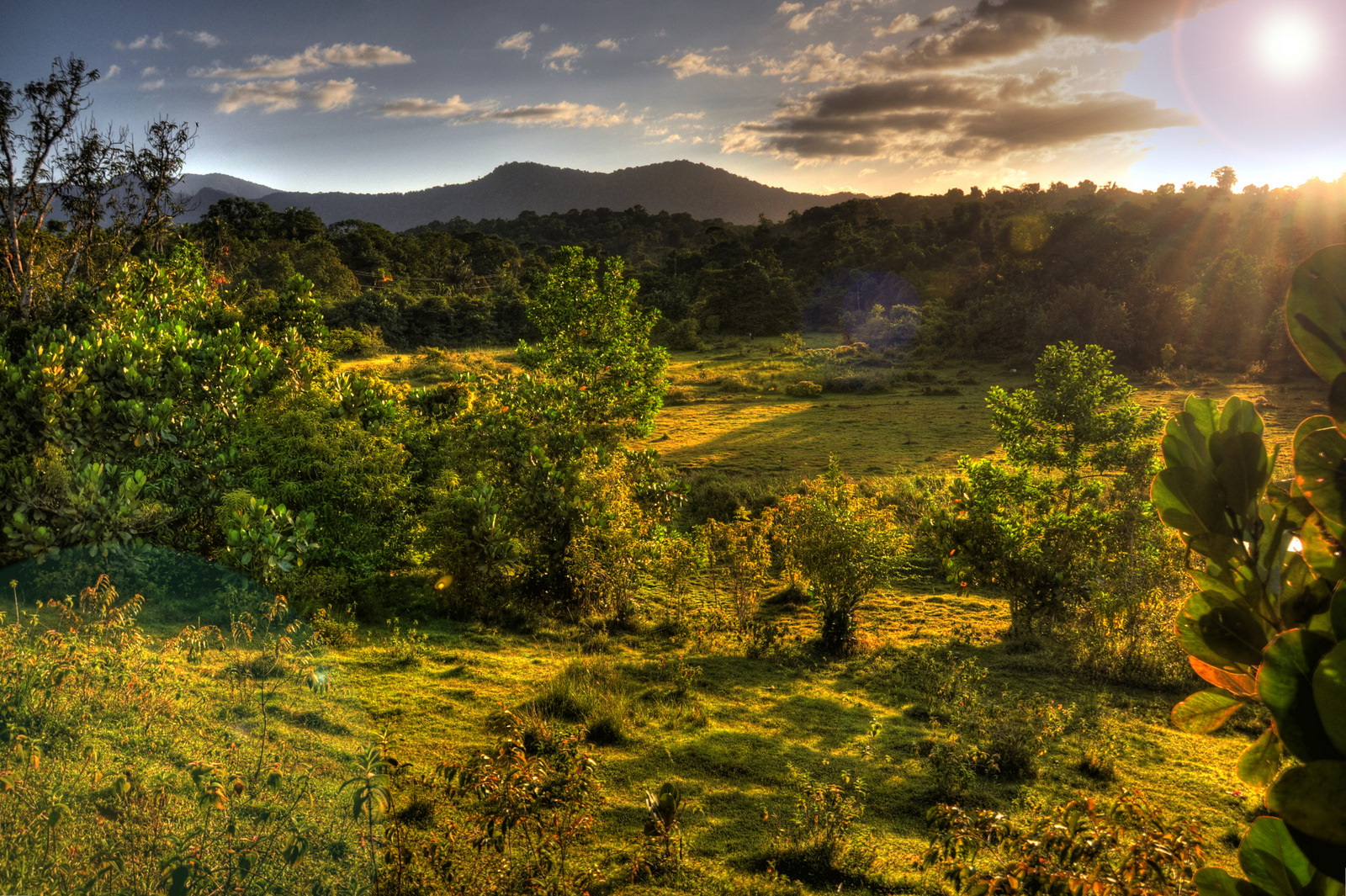
Paisaje
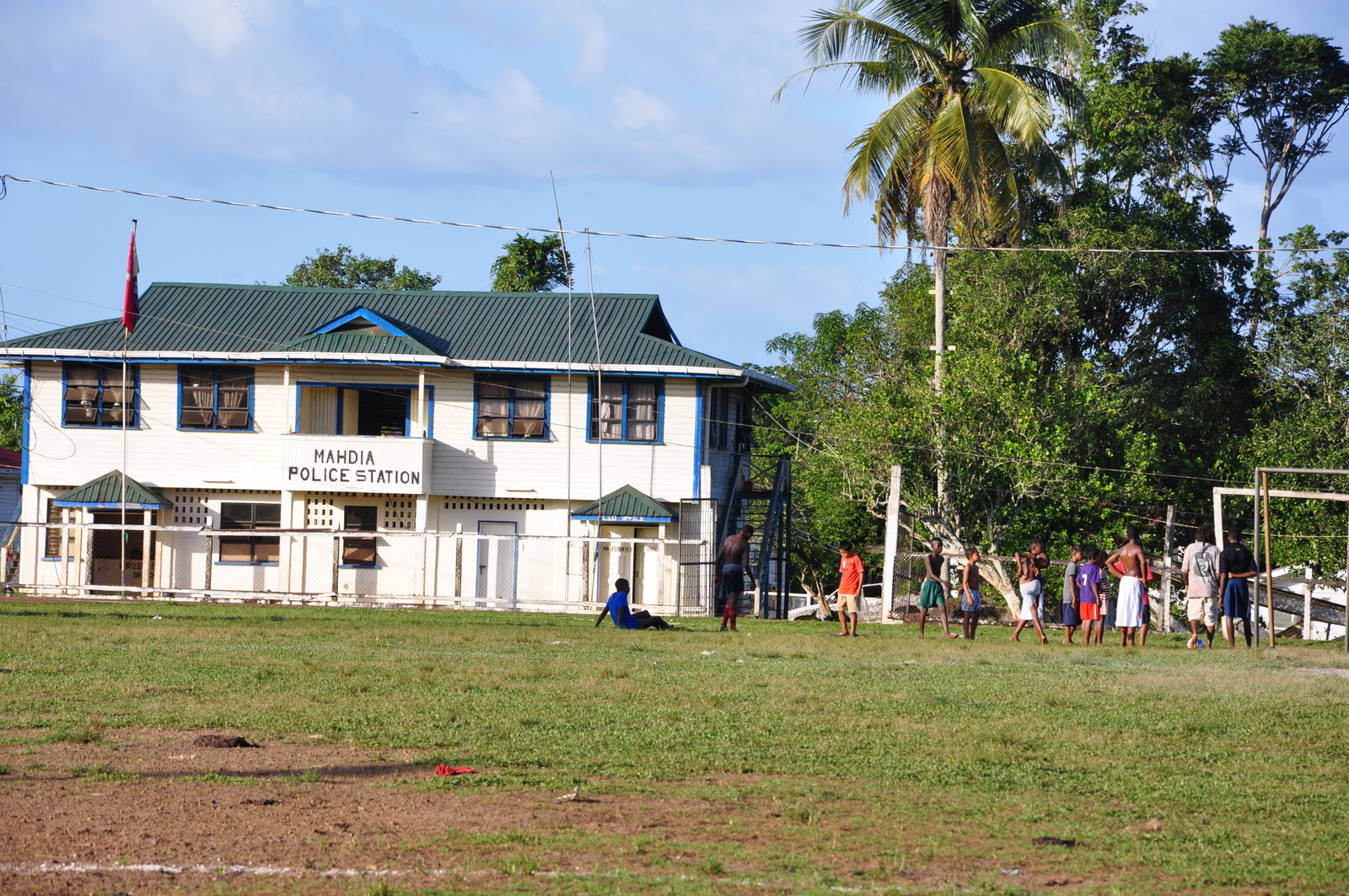
estación de policía Mahdia
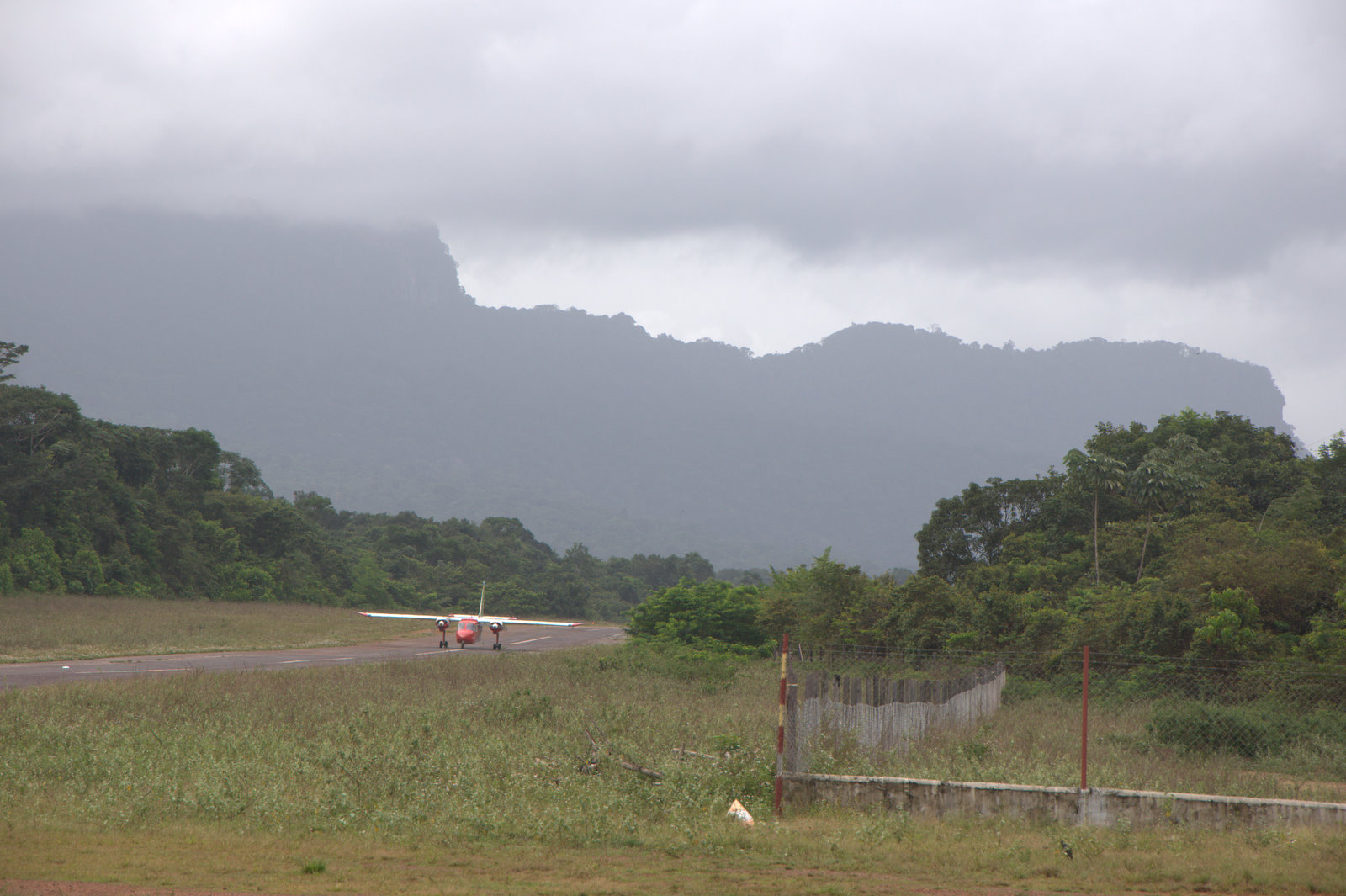
pista de aterrizaje en Mahdia
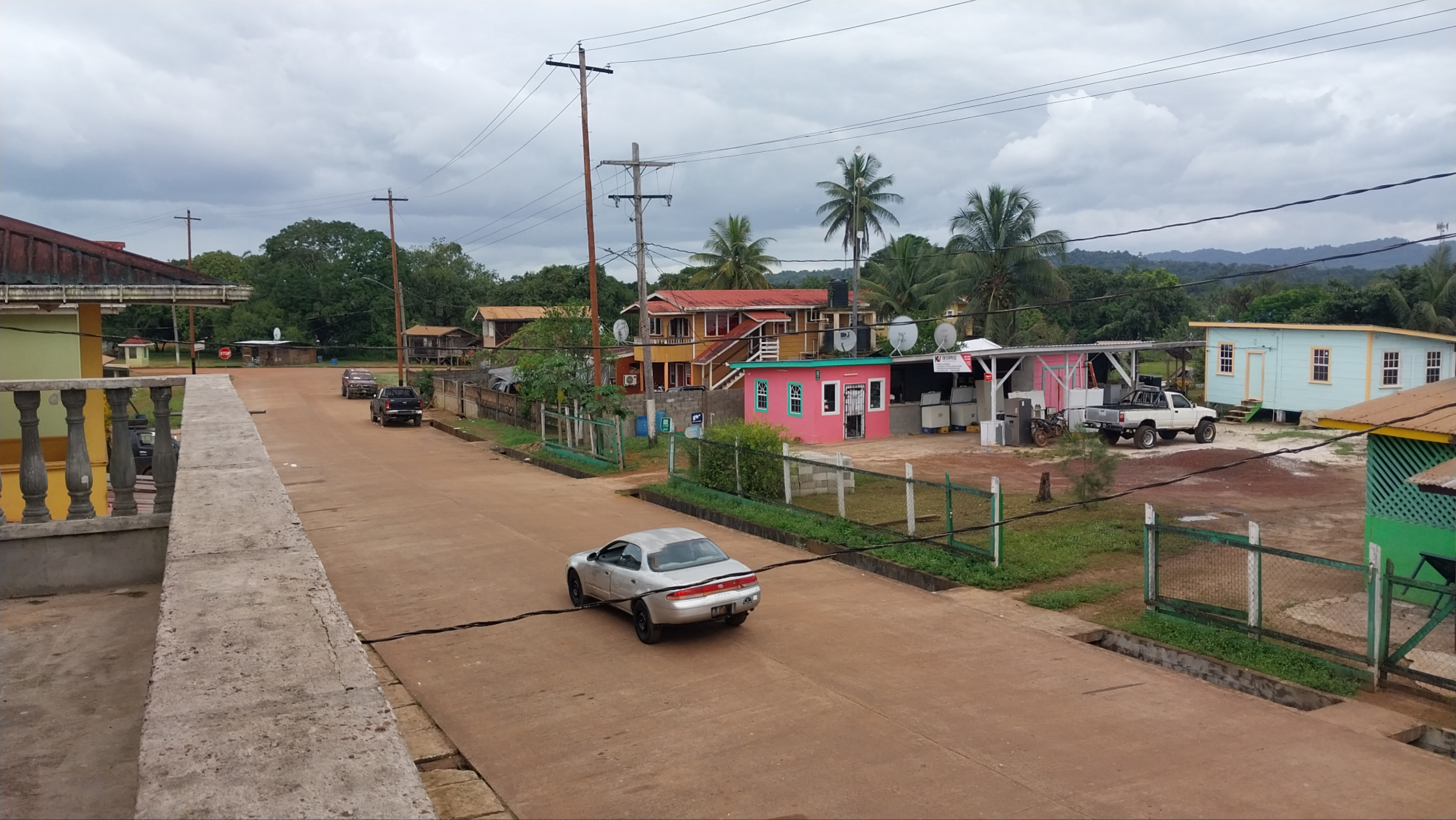
Mahdia central area.
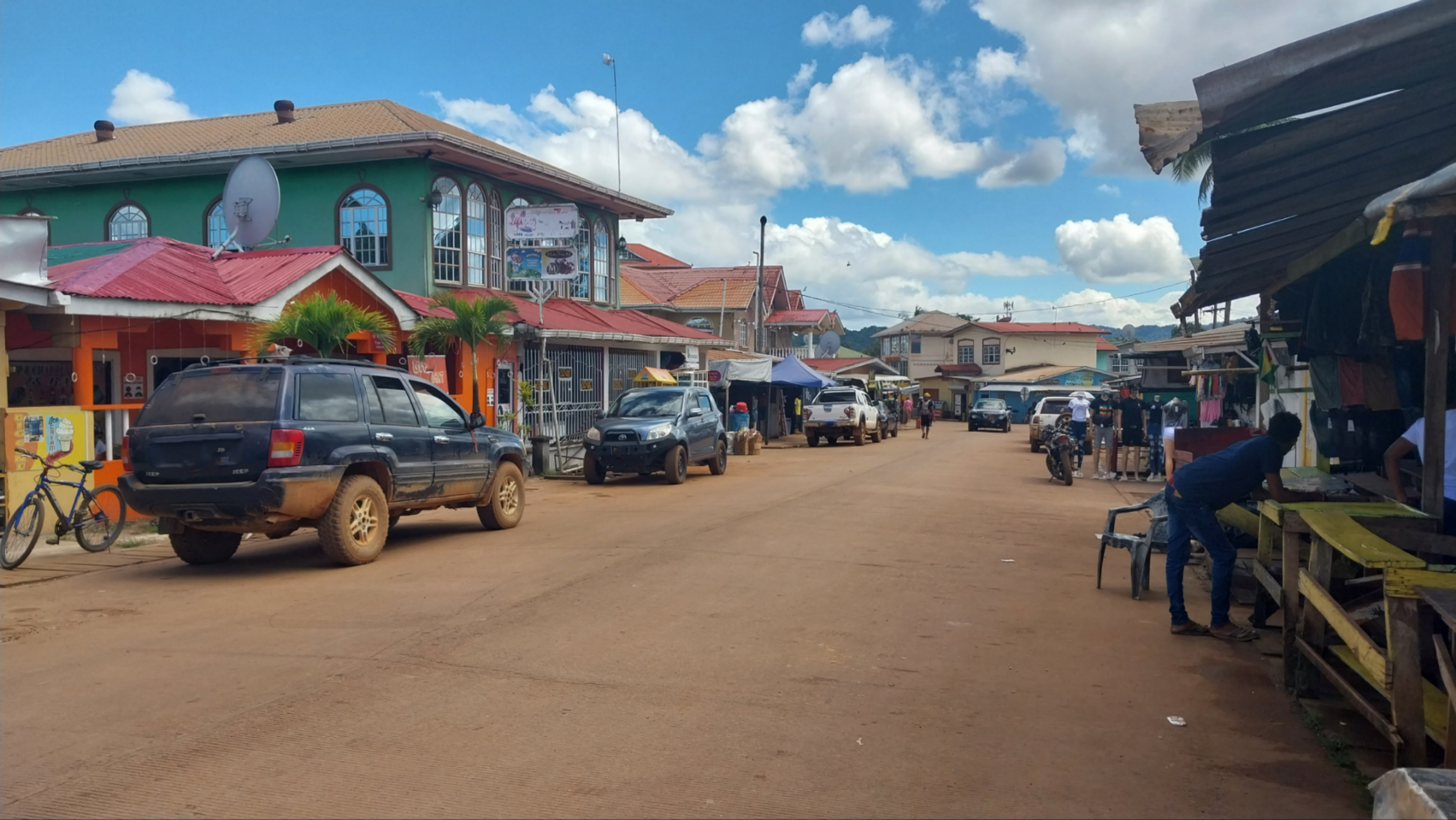
View of central business area in Mahdia.